# Proteína cinasa Mζ
Proteína cinasa Mζ (también llamada PKMz o PKMzeta EC 2.7.11.13) es el dominio catalítico independiente de la proteína kinasa Cζ y, como carece del dominio autoregulatorio de la PKCζ, está constitutivamente activa. Esta actividad continua permite a la cinasa ser independiente de segundos mensajeros y mantenerse constantemente activa. Fue originalmente obtenida a partir de la degradación de la PKCζ, una isoforma atípica de la proteína kinasa C (PKC). Como otras isoformas de la PKC, PKCζ es una serina/treonina quikinasa que añade grupos fosfato a proteínas blanco. PKCζ, a diferencia de las otras isoformas de PKC, no requiere calcio o diacilglicerol (DAG) para activarse. Se sabe que la PKMζ no es el resultado de la escisión de la PKCζ, sino que, se ha observado en el cerebro de mamíferos, que se traduce a partir de su propio ARNm, que se transcribe a partir del gen de la PKCζ.  El promotor de la PKCζ esta en gran medida inactivo en el prosencéfalo y así PKMζ es la forma dominante.
Se piensa que la PKMζ es responsable de mantener la fase tardía de la potenciación a largo plazo (LTP). Esta teoría surgió de la observación de que PKMζ perfundida post-sinápticamente en neuronas causa potenciación sináptica y los inhibidores selectivos de PKMζ, cuando se aplican el baño de 1 hora después de tetanization, inhibir la fase tardía o mantenimiento de la LTP. Así PKMζ es necesaria y suficiente para el mantenimiento de LTP. Trabajos posteriores demostraron que la inhibición de la cinasa revierte la mantención del LTP cuando se aplica hasta 5 horas después del de que el LTP fuese inducido en cortes de hipocampo, y después de 22 horas en vivo. La inhibición de PKMζ, sobre el comportamiento en animales, provoca pérdida de la memoria espacial a largo plazo en el hipocampo, sin que ello afecte la memoria espacial a corto plazo, y borra la memoria a largo plazo por acondicionamiento a miedo. La neocorteza, se cree ser el sitio de almacenamiento para la mayoría de los recuerdos a largo plazo, la inhibición de PKMζ borra la memoria asociativa de acondicionamiento del gusto en el córtex insular, hasta 3 meses después del entrenamiento. PKMζ es, entonces, la primera molécula que demostró ser componente principal del mecanismo de almacenamiento de memoria a largo plazo, controlando la fase tardía del LTP o mantenimiento del LTP.
Investigaciones recientes han demostrado alteraciones en la expresión de PKMζ en la enfermedad de Alzheimer, mostrando un potencial enlace entre esta cinasa y la neurodegeneración.